# 別府地獄めぐり

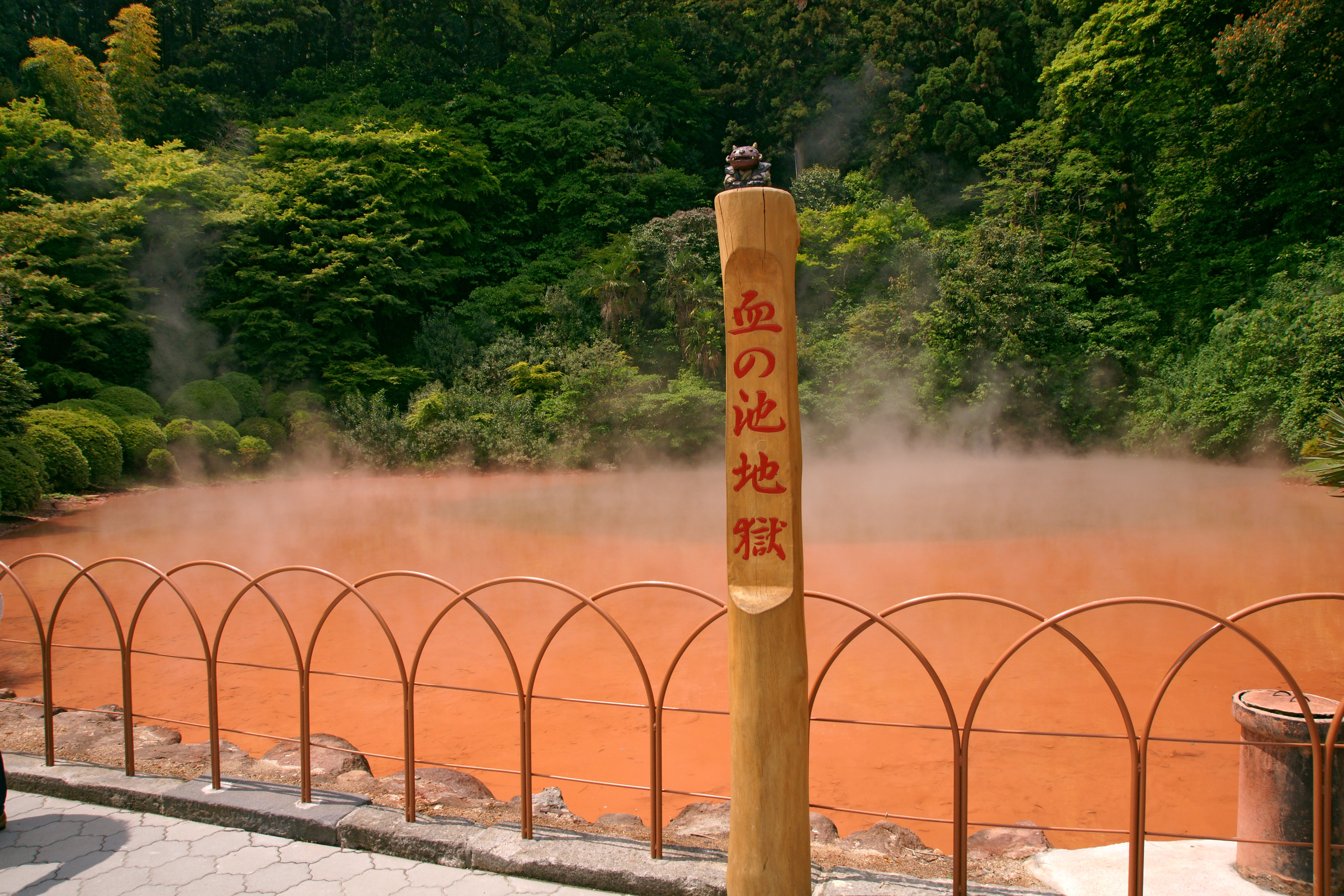
血の池地獄

別府地獄めぐり（べっぷじごくめぐり）は、大分県別府市の別府温泉に多数存在する様々な奇観を呈する自然湧出の源泉「地獄」を、定期観光バスなどで周遊する定番の観光コースである。また、これらの地獄の総称としても使われる。海地獄、血の池地獄、白池地獄、龍巻地獄は、2009年（平成21年）7月23日に、別府の地獄として国の名勝に指定されている。

## 概要

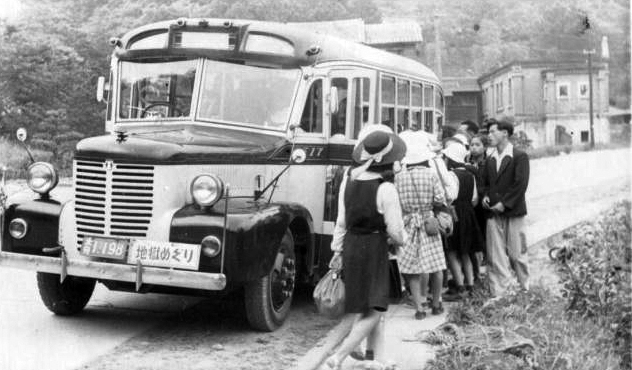
地獄めぐり遊覧バス（1950年代）

### 豊かな温泉資源の象徴
別府温泉には、含有物によって青、赤、白などの様々な泉色を呈する温泉や、間欠泉などの特色のある源泉が点在する。また、温泉の熱を利用して飼育・育成した動植物を展示する施設を併設したものもある。このような、入浴ではなく、観覧を主な目的とした温泉は地獄と呼ばれ、別府観光の目玉のひとつとなっている。
地獄という呼び方がいつ頃始まったのかは定かではないが、1694年（元禄7年）に貝原益軒が著した『豊国紀行』では随所で「地獄」という呼称が使われている。
かつてはやっかいもの扱いされて誰も手をつけないでいた地獄だが、温泉付き別荘地の開発をきっかけに温泉給湯の源泉として整備され人が安全に近づけるようになると、湯治客が地獄を覗き見するようになったという。それが観光施設として商業化されるようになったのは、1910年（明治43年）に、海地獄が施設を整えて入場料を徴収するようになったのがはじまりである。
大正時代に入ると自動車が遊覧に用いられるようになり、昭和初期にかけて小噴気孔を掘削して大噴出を誘導することが盛んに行われて、鉄輪地獄（1922年）、龍巻地獄（1923年）、無間地獄（1924年）、鶴見地獄（1925年）、八幡地獄（1928年）、鬼石地獄（1930年）、白池地獄（1931年）、鬼山地獄、金龍地獄（1932年）、かまど地獄（1926年）、雷園（1927年）と次々に新たな地獄が出現した。ところが鉄輪地獄地帯においては大小の地獄の開発が相次ぎ、それが近接していたことで在来の泉源の湧出量が低下する事態となり、新規の持続開発は差し止められ、1920年代にて頭打ちとなった。

### 遊覧バスと全国初の女性バスガイド
現在の定期観光バスによる地獄めぐりは、別府駅を起点として鉄輪の海地獄から柴石の龍巻地獄まで時計回りに行われている。ところが、昭和30年代までは南立石の鶴見地獄・八幡地獄、明礬の紺屋地獄等も非常に有名であり、今よりも地獄めぐりの範囲が広かった。つまり、現在は海から別府を見たときに右側（北側）の山手（御幸・野田）に地獄が集中しているのに対して、昔は左側（南側）の山手（南立石）や中央の山手（明礬）にも有名な地獄があり、別府の各地に散らばる地獄を遊覧するために、1917年（大正6年）頃に初めてハイヤーを使った遊覧が行われたが、団体客の輸送に十分に対応することはできなかった。
1928年（昭和3年）に別府市で中外産業博覧会が開催されることになり、博覧会を機に別府を訪れる多数の観光客に対応するため、本格的な交通インフラの整備が急務とされた。まず、1921年（大正10年）12月別府温泉の繁華街流川を起点として、流川 - 霊泉寺（鶴見地獄） - 鉄輪 - 柴石 - 亀川駅の間に地獄循環道路が整備される 。続いて 1924年（大正13年）、広島瓦斯電軌が地獄循環道路の流川8丁目〜鉄輪間に軌道敷設特許を出願し、別府遊覧電気軌道が設立される。しかし計画は頓挫し博覧会までの開通には至らなかった。
そこで、亀の井ホテルの創業者・油屋熊八が、1928年（昭和3年）1月に亀の井自動車（現在の亀の井バス）を設立し、地獄めぐり遊覧バスを運行することとなった。当時の遊覧バスは、午前7時半（冬期は8時半）から午後4時までの25分毎に発車し、乗客は途中の地獄で自由に降車し、他のバスに再乗車することができた。今日、全国で見られる女性バスガイドは、この際に熊八が考案したことに始まる。2009年（平成21年）に亡くなった村上アヤメは当時採用された第一号ガイドの一人である。若い女性の採用と、七五調による観光案内を行い、大好評を博したこの遊覧バスの成功が、地獄めぐりの人気を決定的なものとした。

そして、現在も亀の井バスにより運行されている『別府地獄めぐり』は、国内で最も長い歴史を持つ定期観光バスであり、女性バスガイドによる昔ながらの七五調の観光案内も一部交えて、地獄組合加盟の8つの地獄を約2時間半で巡ることができる。

## 別府地獄組合：地獄めぐり
別府市内には多くの地獄が存在するが、その中でも地獄めぐりで有名な地獄組合に加入しているのは海地獄、鬼石坊主地獄、かまど地獄、鬼山地獄、白池地獄、血の池地獄、龍巻地獄の7つ。このうち血の池地獄、龍巻地獄はやや離れて柴石温泉にあるが、他の5つは鉄輪温泉に集中している。地獄組合加盟の地獄では、共通観覧券の利用や、駐車場の無料利用、亀の井バスの定期観光バスで七五調のガイドを聞きながらの見学ができる。

### 海地獄

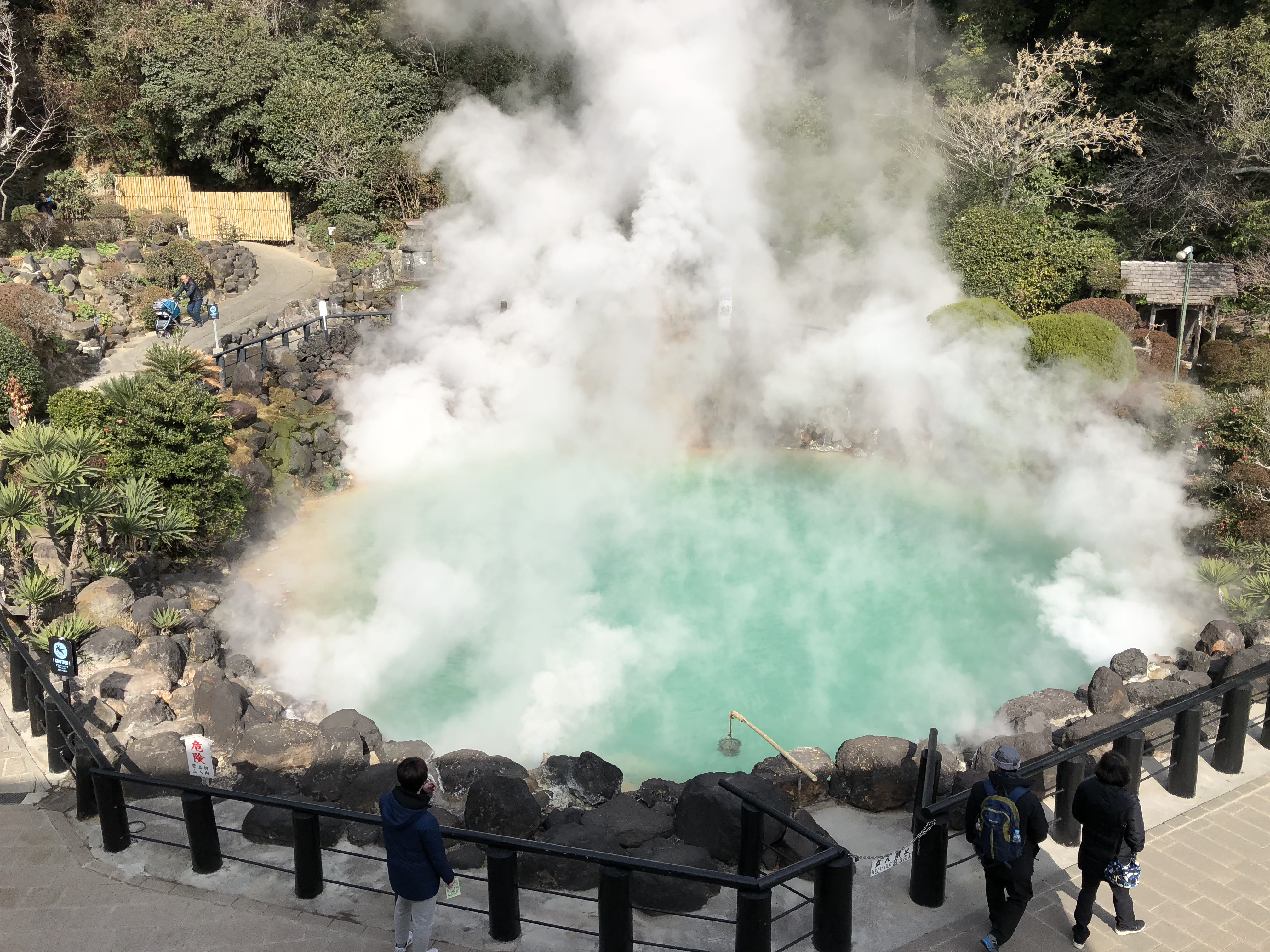
海地獄

海地獄（うみじごく）は、1200年ほど前に鶴見岳の爆発によって誕生したとされる。硫酸鉄によってコバルトブルーの一見涼しげな色をしているが、その温度は98度で、泉脈までの深さは200mにも達する。地獄に隣接した池では温泉水でオオオニバスが栽培されていて、お盆のシーズンには大きく育った葉の上に児童を乗せるイベントがある。卵を竹籠に入れて青い地獄の湯に浸けて茹でた温泉卵が名物である。なお、当地獄は別府の地獄の中で最も広大であり、群を抜いている。戦前は藤の花が有名であった。足湯があり別府八湯温泉道に加盟している。2009年（平成21年）、別府の地獄として他の3つの地獄とともに国の名勝に指定。
温泉成分を粉末化させたものが、現在でも入浴剤（えんまんの湯）として市販されている。
- 所在地：別府市御幸（北緯33度18分57.8秒 東経131度28分8.42秒 / 北緯33.316056度 東経131.4690056度）
- 泉質：含食塩酸性泉
- 泉温：約98度

### 鬼石坊主地獄

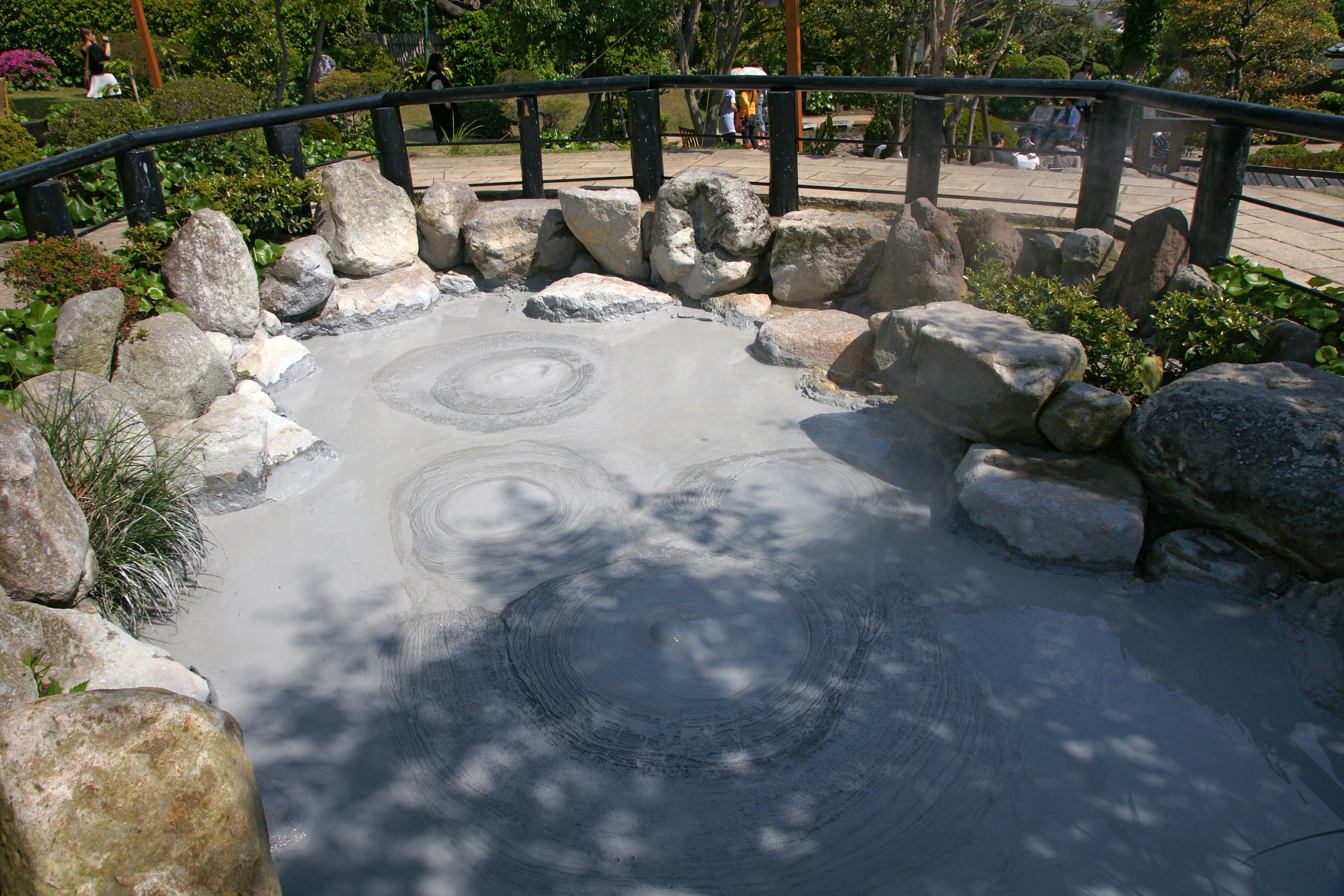
鬼石坊主地獄

鬼石坊主地獄（おにいしぼうずじごく）は、鬼石地獄と新坊主地獄を合わせて「鬼石坊主地獄」として園地を整備したもので、閉鎖されていたが2002年（平成14年）12月16日に約 40年ぶりにリニューアルオープン、「別府地獄組合」に加盟した。新坊主地獄は大正元年の噴出で、熱泥がそこかしこで吹き上げ、坊主（僧侶）の頭のように膨れる。本坊主（坊主地獄）の後に出た地獄ということで、このように呼ばれる。坊主地獄よりも色が白みがかっており、熱泥のたぎり方もやや弱い。鬼石地獄とは緑色がかった地獄で、当地獄の最初の所有者の屋号をとってこのように呼ばれる。地獄の奥にある「鬼石の湯」は別府八湯温泉道に加盟している。
- 所在地：別府市御幸（北緯33度18分54.27秒 東経131度28分9.16秒 / 北緯33.3150750度 東経131.4692111度）
- 泉質：ナトリウム-塩化物泉
- 泉温： 約99度

### かまど地獄

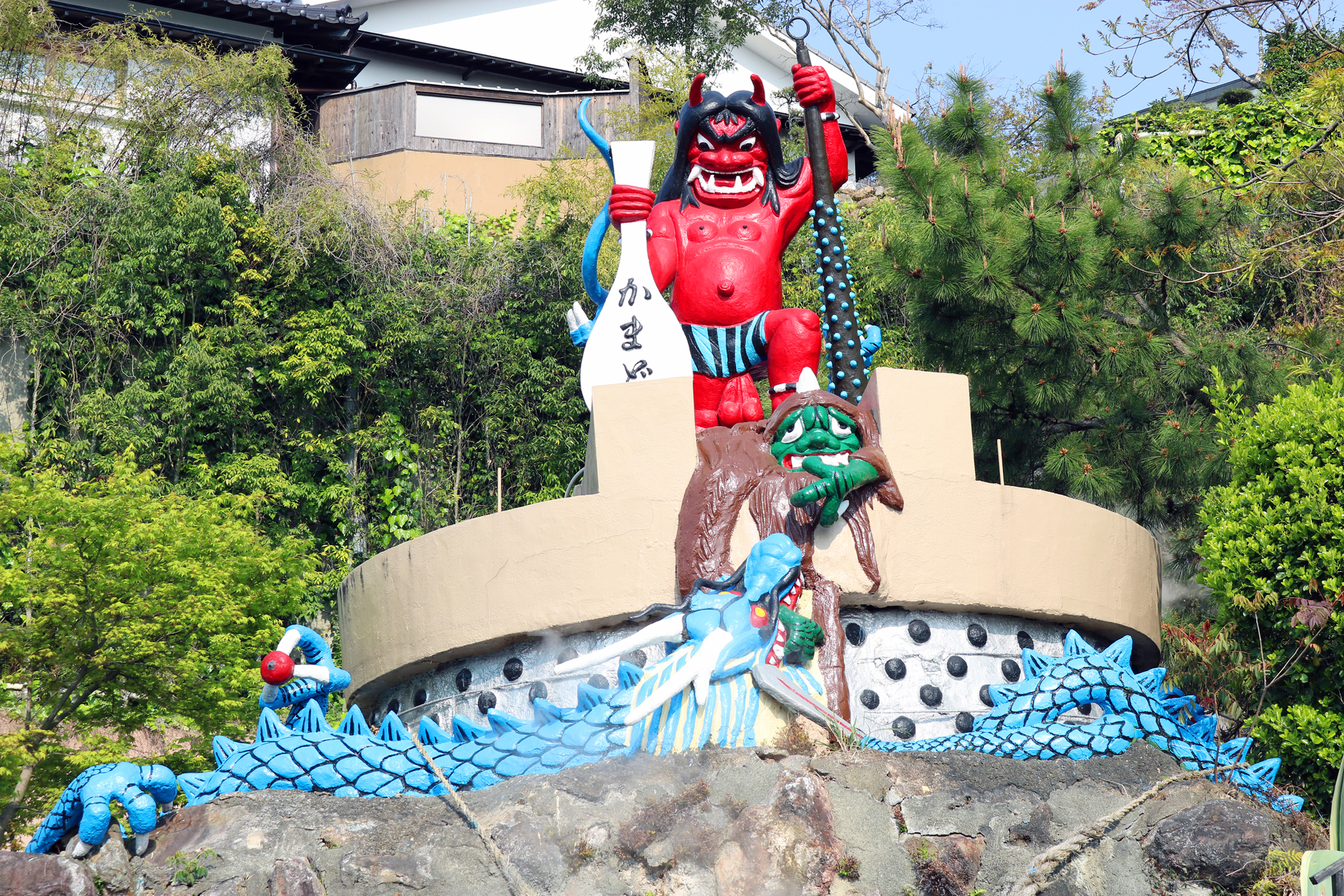
かまど地獄２丁目の鬼

1907年頃（明治40年）創設。もとは柴石温泉下手（内竈地区）にあったが枯渇したため、1947年頃（昭和22年）に現在地に移転したものである。旧の竈地獄にて、八幡竈門神社（はちまんかまどじんじゃ）の大祭で神前に供える御飯を炊いていたことからこの名が付いた。他の地獄をダイジェストにして集めたような6つの地獄があり、それぞれ「地獄の一丁目」から「六丁目」と名付けられている。１ヶ所で様々な地獄が楽しめる。
2020年頃から所縁の八幡竈門神社とともに鬼滅の刃の聖地としてマスコミなどに取り上げられ話題になった。
- 所在地：別府市御幸（北緯33度18分58.52秒 東経131度28分20.56秒 / 北緯33.3162556度 東経131.4723778度）
- 泉質：含芒硝弱食塩泉
- 泉温：約90度

### 鬼山地獄
鬼山地獄（おにやまじごく）では、緑白色の熱水をたたえた池を中心に、その熱を利用して広大なワニ園が整備されていてイリエワニ、シャムワニ、メガネカイマンなどの約100頭のワニが飼育されている。このため、別名ワニ地獄とも呼ばれる。ワニの飼育は1923年（大正12年）に始められたもので、1925年（大正14年）から1996年（平成8年）まで生きた世界最長寿記録を持つワニ「イチロウ」の剥製もある。シンボルとなっている建物はマレーシアのサラワク州から移築されたもの。
- 所在地：別府市御幸（北緯33度18分58秒 東経131度28分24.5秒 / 北緯33.31611度 東経131.473472度）
- 泉質：ナトリウム-塩化物泉
- 泉温：約98度

### 白池地獄

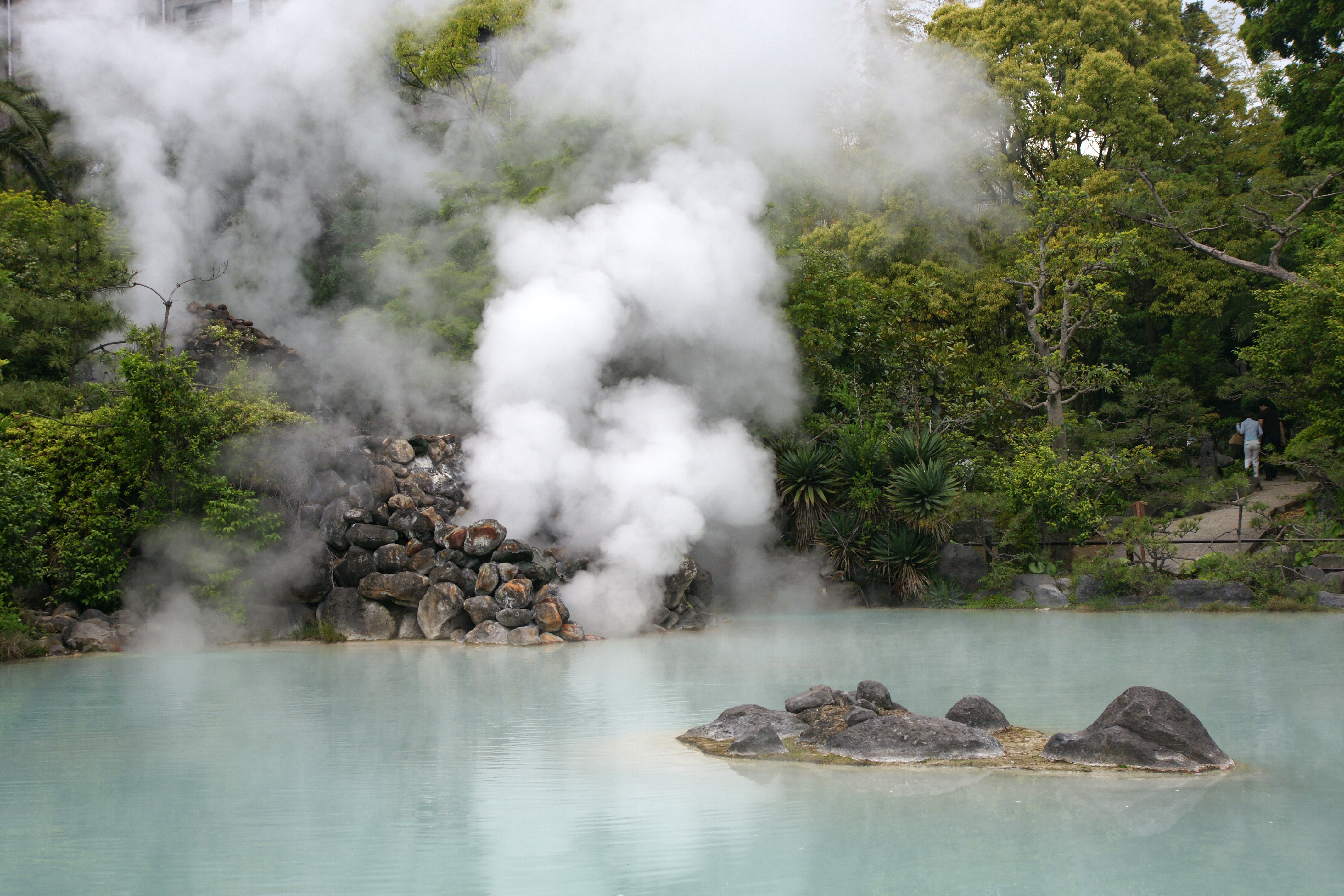
白池地獄

白池地獄（しらいけじごく）は、含ホウ酸食塩泉で、噴出するときは透明だが、外気に触れ温度が下がると白濁する。昭和6年に噴出、当初は「玖倍理地獄」と呼んだ。園地を整備する際、風土記にある「玖倍理湯の井」との混同をさけるため、地獄の特徴から「白池地獄」に改称された。熱帯魚館が併設されている。2009年（平成21年）、別府の地獄として他の3つの地獄とともに国の名勝に指定。
- 所在地：別府市御幸（北緯33度18分55.04秒 東経131度28分26.97秒 / 北緯33.3152889度 東経131.4741583度）
- 泉質：含ホウ酸食塩泉
- 泉温：約95度（噴出口）

### 血の池地獄
血の池地獄（ちのいけじごく）は、『豊後国風土記』や『万葉集』にも「赤湯泉」等としてその存在が見える歴史ある地獄。酸化鉄などによって朱色に染まっていることからこの名がある。1927年（昭和2年）には高さ220mにまで達する大爆発を起こしたという。別府八湯温泉道に加盟している足湯があり、地獄の湯を体感することもできる。また湯の沈殿物を利用した皮膚病薬「血ノ池軟膏」や入浴剤など、同地獄オリジナルの土産物も販売されている。2009年（平成21年）、別府の地獄として他の3つの地獄とともに国の名勝に指定。
- 所在地：別府市野田（北緯33度19分37.65秒 東経131度28分41.73秒 / 北緯33.3271250度 東経131.4782583度）
- 面積：約1,300m2
- 湧出量：約1,800kl/日
- 泉質：酸性緑礬泉
- 泉温：約78度

### 龍巻地獄

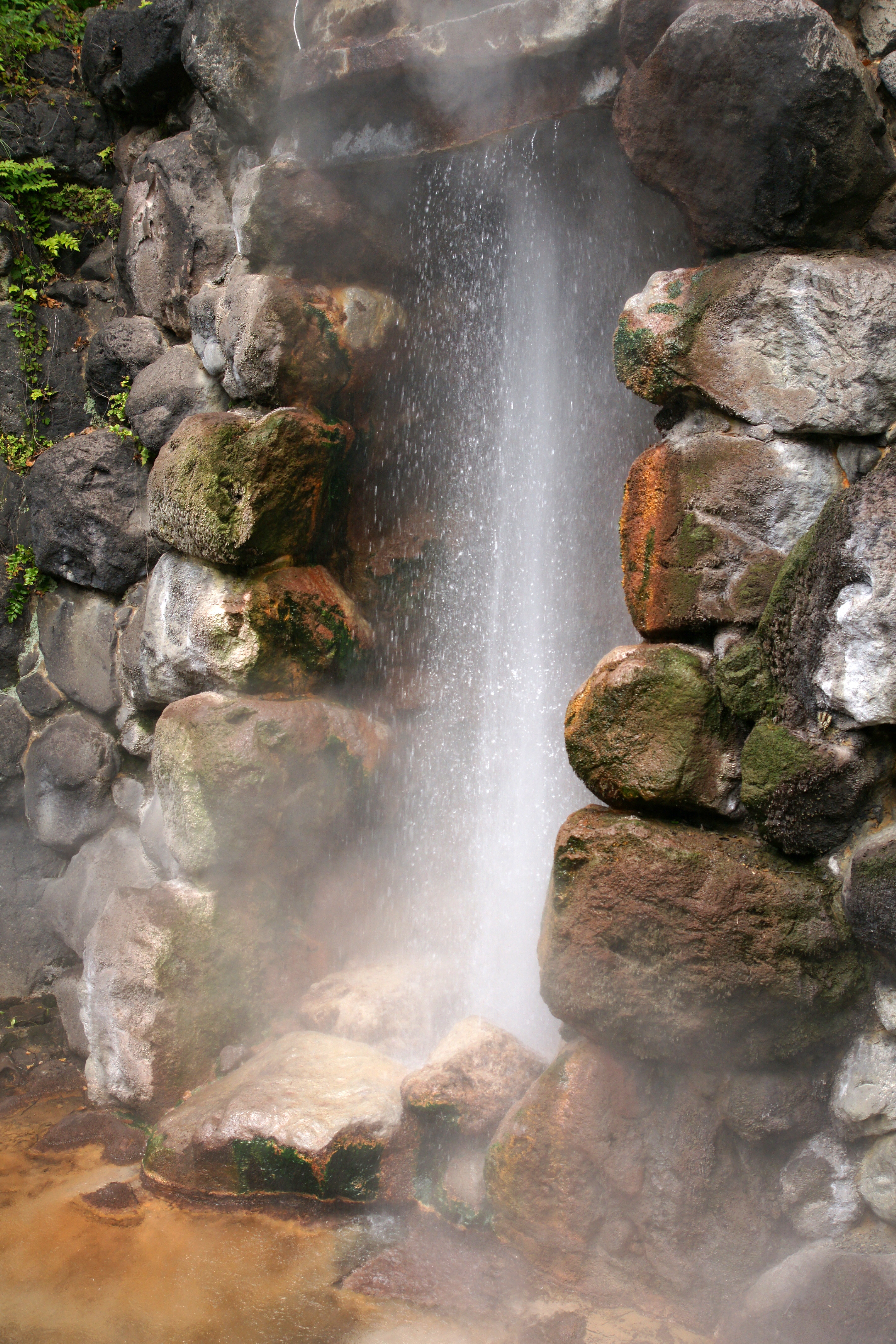
龍巻地獄

龍巻地獄（たつまきじごく）は、30-40分間隔（降水量で変化するとされる）で噴出する間欠泉であり、アメリカ・イエローストーン等の間欠泉と比べて噴出間隔が短いことを特徴とする。これは、垂直管説のメカニズムで噴出するためと考えられている。気圧の高い地下深くで熱せられた湯は摂氏150度にも達するが、噴出直後に減圧によって気化し100度以下となる。約50m噴出する力があるとされ、かつては開放された環境であったが、観光客の危険防止のために噴出孔の上部や側部には石の天井や壁が設けられている。2009年（平成21年）に別府の地獄として他の3つの地獄とともに国の名勝に指定されているほか、1977年（昭和52年）には別府市の天然記念物にも指定されている。
- 所在地：別府市野田（北緯33度19分37.25秒 東経131度28分45.96秒 / 北緯33.3270139度 東経131.4794333度）
- 泉質：含食塩酸性泉
- 泉温：約101度（噴気）　※ただし、地下の泉温は約150度

## 別府地獄組合加盟以外の地獄

### 山地獄

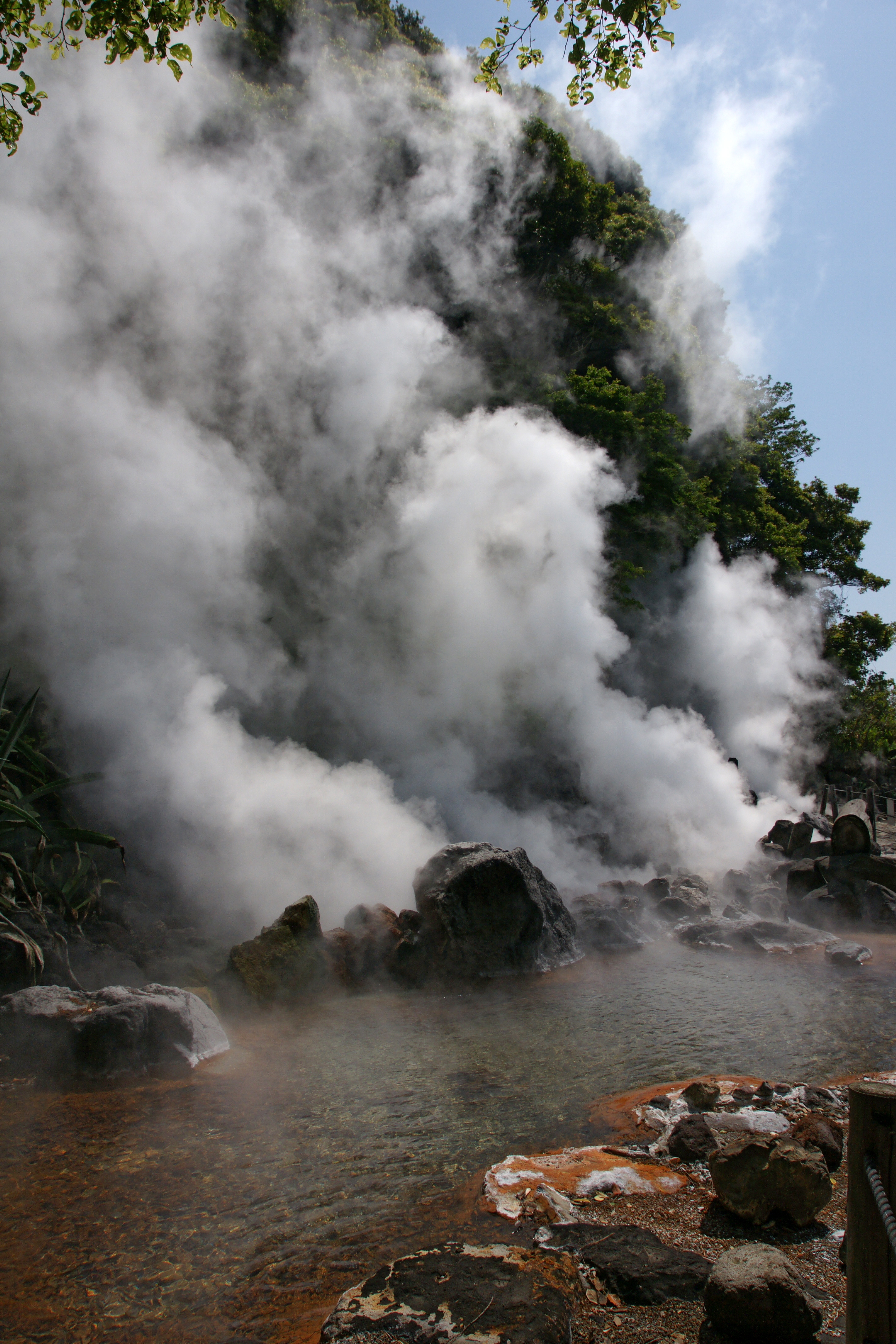
山地獄

山地獄（やまじごく）は、他の地獄のように池に温泉を蕩々と湛えるのではなく、岩山の山裾付近の各所から水蒸気が吹き上げている。その水蒸気の熱を利用してミニ動物園が併設されている。
2018年（平成30年）の段階では、カピバラ、フラミンゴ、ヤギ、うさぎ、孔雀などの小動物を飼育している。
以前はゾウやカバ、猿が数種類居たが、カバの昭平くんは2017年（平成29年）7月に死亡した。
- 所在地：別府市御幸（北緯33度18分56.4秒 東経131度28分14.86秒 / 北緯33.315667度 東経131.4707944度）
- 泉質：ナトリウム塩化物泉
- 泉温：約90度

### 坊主地獄

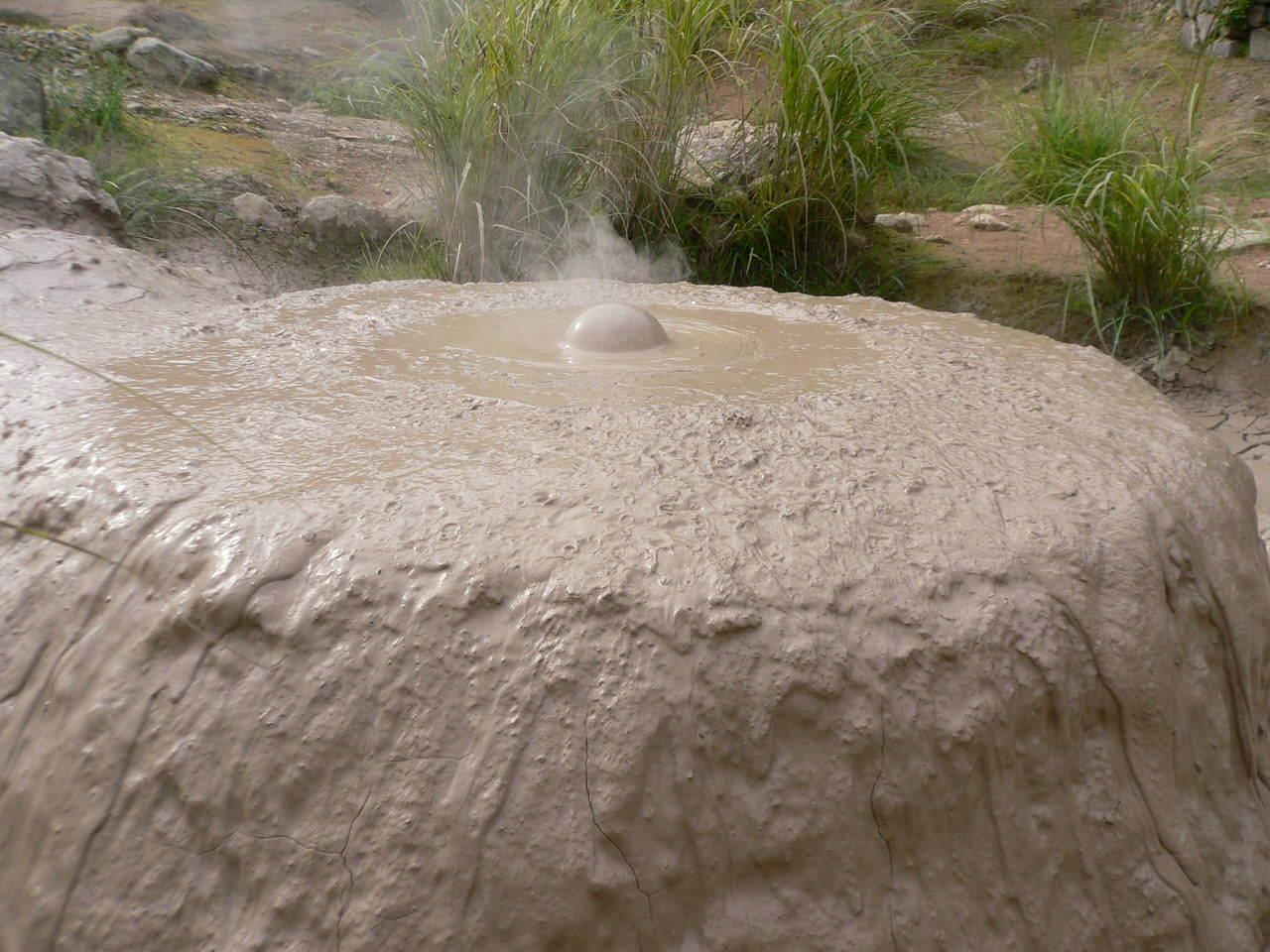
坊主地獄

坊主地獄（ぼうずじごく）は、90度を優に超える高温の泥が煮えたぎり、坊主の頭のように膨れ出てはじける。「鶴見の坊主地獄」として大分県の天然記念物に指定されており、天然坊主地獄とも呼ばれる。鬼石坊主地獄と区別するために本坊主と呼ぶこともあり、最寄のバス停も「本坊主」である。鬼石坊主地獄よりも色が黒ずんでいる。
延内寺という寺院があったが、1498年（明応7年）の日向灘地震で爆発が発生、寺院は住職もろとも吹き飛び、地が裂けて熱泥が噴出したと伝えられる。この地獄は「別府地獄組合」ができた当初から組合には加盟しておらず、定期観光バスのコースには入っていない。なお天然坊主地獄から湧き出る熱泥は鉱泥(こうでい)と呼ばれ、温泉成分を含み、体に良い効果をもたらすとされ、戦後、別府の国立病院では、傷病兵にこの泥を温湿布にして治療に用いていた。当時の院長の依頼により、多くの人が全身で泥湯につかる鉱泥浴(こうでいよく)ができるように敷地内に鉱泥温泉が造られ、現在も午前中のみ営業している（木曜・元日定休）。
- 所在地：別府市小倉（北緯33度18分38.49秒 東経131度27分49.31秒 / 北緯33.3106917度 東経131.4636972度）

### 地獄温泉ミュージアム・金竜地獄
金竜地獄（きんりゅうじごく）は、別府の地獄中もっとも多量の900キロリットル/日を湧出し、付近の温泉への供給源となっている。昭和7年に園地を整備した際、その湯気が朝日に照らされた姿が黄金の竜を連想させることからこの名が付いた。多数の仏像が並んでいるほか、植物園もある。開発当初は「別府地獄組合」に加盟せず、観覧は無料であった。その後組合に加盟した時期もあったが後年脱退、見学料は200円と他の地獄に比べて低額であった。
2009年（平成21年）から地獄としての営業は休業。2022年（令和4年）12月1日、地獄温泉ミュージアムとしてリニューアルオープン。
- 所在地：別府市御幸（北緯33度18分56.94秒 東経131度28分26.67秒 / 北緯33.3158167度 東経131.4740750度）

### 明礬地獄
明礬地獄（みょうばんじごく）は、地獄蒸しプリンで有名な明礬温泉の岡本屋の近くに近年整備された地獄。明礬温泉では江戸時代より一帯に広がる地獄（地熱地帯）に藁葺き小屋が建てられて湯の花（明礬）の生産が続いており、その生産技術は国の重要無形民俗文化財に指定されている。この湯の花小屋周辺の地獄に遊歩道を整備し、藁葺きの小屋の内部を見学できるようにしてある。他の地獄のように、元来の地獄の様子が一変するほどの手は加えられていない。
- 所在地：別府市明礬（北緯33度19分5.62秒 東経131度27分10.24秒 / 北緯33.3182278度 東経131.4528444度）

### 乙原地獄（観音地獄）
乙原地獄（おとばるじごく）は、ラクテンチの敷地内に存在する地獄。戦前には、観音像が安置され観音地獄として宣伝されていた。ラクテンチの開発により温泉が整備されたことから規模は縮小しているも、遊覧客は自由に見学することができる。
- 所在地：別府市乙原

## 休止した地獄

### 鶴見地獄
鶴見地獄（つるみじごく）は、現在は霊泉寺境内で、訪れる観光客もいない。しかし、昭和初期には海地獄や血の池地獄と並んで、主要な地獄の一つに数えられた。大正14年に大爆発し、無間地獄（現存せず）とあわせて「鶴見地獄」として園地を整備された。そのため戦前はかなり広大な敷地を有し、蒸気がすさまじく別府名所として名高かったが、戦後は土地所有者が次々に変わり、少しずつ寂れていった。その間に地獄組合から脱退し、現在も地獄組合には加入していない。
- 所在地：別府市南立石八幡町（北緯33度17分15.3秒 東経131度28分19.68秒 / 北緯33.287583度 東経131.4721333度）

### 八幡地獄
八幡地獄（はちまんじごく）は、鶴見地獄のすぐ裏手に存在した地獄で、昭和3年、権助地獄跡地の隣に噴出した。戦前は観光客で大変賑わった。湧出量の低下により閉鎖され、現在は「八幡公園」という公園になっており、昔日の面影は全くない。
- 所在地：別府市南立石八幡町

### 権助地獄
権助地獄（ごんすけじごく）は、旧の八幡地獄で、大正末期に枯渇した。
- 所在地：別府市南立石八幡町

### 板地八幡地獄（前八幡地獄）
板地八幡地獄（いたぢはちまんじごく）は、八幡地獄の裏にあった間歇泉である。前八幡地獄とも呼ばれていた。よく八幡地獄と混同して紹介されることがあったが、別の園地であった。昭和10年代に閉鎖された。
- 所在地：別府市南立石板地町

### 朝日間歇地獄
朝日間歇地獄（あさひかんけつじごく）は、鬼石坊主地獄の側にあった間歇泉である。当初は「間歇地獄」と呼ばれたが板地八幡地獄や竜巻地獄と区別するために、所在地の「朝日公園」をとって「朝日間歇地獄」とされた。こちらの方が規模は大きかったが、引き湯のために付近の泉源を整備した際に間歇泉の勢いが減少、板地八幡地獄よりも先に閉鎖された。
- 所在地：別府市小倉

### 無間地獄
無間地獄（むげんじごく）は、鶴見地獄のすぐ側にあった地獄である。大正13年の噴出。大正14年に噴出した鶴見地獄とあわせて「鶴見地獄」の園地として整備され、同時に観覧できるようになっていた（現存の鶴見地獄にはこの地獄を含まない）。1937年（昭和12年）にはまだ存在したことが確認されている。鶴見地獄や八幡地獄に比べると知名度は著しく低い。
- 所在地：別府市南立石八幡町

### 三日月地獄
三日月地獄（みかづきじごく）は、観海寺温泉の山手に存在した地獄で、温泉街の石段を上り詰めたところにあった。三日月形の地獄の横に休憩所等も建っていた。ここは地獄よりも蒸湯の方が有名で、蒸湯のついでに地獄も見学するといった程度の小規模な地獄であった。昭和初期には閉鎖され、当時の面影は全く残っていない。
- 所在地：別府市観海寺

### 紺屋地獄
紺屋地獄（こんやじごく）は、泥湯で有名な別府温泉保養ランドの所にあった地獄である。大正時代から昭和30年代にかけて別府土産として名を上げた別府絞りの主要な生産地の一つであった。現在、当時の面影はないものの「紺屋地獄前」というバス停があり、紺屋地獄があったことを今に伝えている。また、温泉保養ランドは所在地を「紺屋地獄」としており、その受付から浴場までの回廊は長く、元遊歩道であった名残がうかがえる。なお、戦前より、泥湯の屋内浴場は存在し、1930年代の絵葉書写真に見る浴場風景は今もほとんど変わっていない。
- 所在地：別府市明礬

### 庄屋地獄
庄屋地獄（しょうやじごく）は、紺屋地獄の下手、谷あいにあった地獄で、園地としての整備はなされていなかった。枯渇している。
- 所在地：別府市明礬

### 今井地獄
現在は住宅地が立ち並ぶ竹の内や大畑、小倉あたりは1955年（昭和30年）頃までは水田や畑が広がり、石の転がる荒地からは幾筋もの湯煙が立ち昇っていた。その中でも、現在「今井」というバス停があるあたりは「今井地獄」（いまいじごく）と呼ばれ、浜脇等の市街地とは対照的な荒涼とした風景が別府名所の一つに数えられていた。他の地獄は塀で囲まれるなどして公園的な性格が強かったのに対して、この地獄はあまり整備されておらず自然のままであり、他の地獄とは一線を画していた。
- 所在地：別府市竹の内

### 雷園
雷園（かみなりえん）は、鉄輪地獄地帯にあった地獄である。昭和12年の開発で、組合には加入していなかった。地獄の観覧のほか、浴槽、蒸し湯等の設備が整備されていた。正式名称は「雷園」であったが、一般に「雷園地獄」の呼称が通用し、「らいえんじごく」と誤読されることもあった。訪れやすかったこともあり観光客も多かったが、戦後は閉鎖された。
- 所在地：別府市御幸

### 雷地獄
雷地獄（いかずちじごく）は、現在の別府鉄輪ヤングセンターの辺りにあった地獄である。
- 所在地：別府市風呂本

### 鉄輪地獄
鉄輪地獄（かんなわじごく）は、1935年（昭和12年）まで存在した地獄で、時の鉄輪郵便局長であった佐原秀太郎が郵便局の隣の敷地に地獄を開拓し、観光客向けに開放していたものである。濃厚な鉄輪地獄の湯煙が湧き立つその中央部に不動明王を祀り、あたかも地獄の入り口のような演出が施されていた。地獄の他にも温泉療養所なども建設されていた。地獄組合に入っていたがバス停から離れていたため観覧客は少なかったが、湯治客で大変賑わっていたという。1935年に入湯貸間鉄輪地獄となり、現在も屋号を陽光荘に変えて入湯貸間旅館として存続している。
- 所在地：別府市鉄輪字井田

### 十万地獄
十万地獄（じゅうまんじごく）は、非常に大規模な地獄で、その広さは別府の地獄の中でも一、二を争うほどであった。石垣を積んだ遊歩道も整備されており、所々に東屋も建てられていた。この地獄は市有地であったが、管理を民間に委託していた。委託先は地獄組合に加盟していなかったので共通観覧券で観覧することはできず、別料金がかかった。ところが、それと知らない観光客が観覧したところ出口にて別料金を徴収され、苦情が多発していた。当時、この地獄から本坊主にかけては「朝日公園」として整備されており、当地獄の園地と公園の敷地との境界が曖昧であったため、観光客の勘違いも致し方ない状況であった。この事態を問題視した市当局により指定管理を解除され、地獄は閉鎖されたのである。戦後になっても再開されることはなく、現在、その跡地は鉄輪地獄地帯公園として整備されており市民の散策の場となっているだけでなく、海地獄や山地獄が近いところから観光客の休憩の場としても活用されている。現在も滾々と湯が湧いている。
- 所在地：別府市御幸

### 堀田地獄
堀田地獄（ほりたじごく）は、堀田温泉の側に存在した地獄で、今井地獄と同様にあまり手が加えられていなかった。堀田温泉の整備により消滅した。
- 所在地：別府市堀田

### 照湯地獄
照湯地獄（てるゆじごく）は、坊主地獄のすぐ裏手に存在した地獄で、散策路などは整備されていたものの大石小石が転がっており、あまり手が加えられていない自然のままの地獄に近かった。戦前、照湯の整備により消滅。
- 所在地：別府市小倉

### （旧）釜戸地獄
現在のかまど地獄の前身で、一般に「釜戸地獄」の用字が通用していた。柴石温泉と血の池地獄の中間に存在した。今地獄や十万地獄と同様、地面の至るところから噴気の上がる地獄で、遊歩道が整備されていた。亀川の竈門八幡の大祭の際、この地獄の噴気でおぶくを炊いていた。枯渇したため昭和11年に閉鎖、現在地に移転し今に至る。
- 所在地：別府市野田